# La Princesse et la Grenouille (jeu vidéo)
Pour l’article homonyme, voir La Princesse et la Grenouille.
La Princesse et la Grenouille est un jeu vidéo, basé sur le film homonyme des studios Disney, développé par Griptonite Games et édité par Disney Interactive Studios, sorti le 17 novembre 2009 aux États-Unis et le 21 janvier 2010 en France.
La version Wii et Windows du jeu correspondent à un party game, tandis que la version Nintendo DS comprend des mécaniques de puzzle et de plates-formes.
Le jeu est annoncé au cours de l'Electronic Entertainment Expo 2009.

## Accueil
- GameZone : 7/10 (PC)[5]
- IGN : 6,9/10 (Wii)[6], 5,5/10 (DS)[7]
- JeuxActu : 10/20 (Wii)[8]
- Jeuxvideo.com : 13/20 (Wii, PC)[9], 13/20 (DS)[10]